# 심야의 난입자
"심야의 난입자"는 1969년 공개된 대한민국의 영화이다.

## 배역
- 오영일
- 남정임
- 최경옥
- 장동휘